# Santiago Tulyehualco
Santiago Tulyehualco (del náhuatl: lugar alrededor de los tules), es uno de los catorce pueblos ubicados en el oriente de la Ciudad de México, en la alcaldía Xochimilco. Al oeste colinda con el poblado de San Luis Tlaxialtemalco; al oriente, con San Juan Ixtayopan; al norte, con Tláhuac; y al sur, con el volcán extinto Teuhtli y San Gregorio Atlapulco. 
Tulyehualco fue parte de los nueve poblados que estaban dentro del antiguo Lago de Chalco, junto con Xochimilco, Nativitas, Acalpixca, Atlapulco, Tlaxialtemalco, Tláhuac, Tetelco, Tezompa y Mixquic.

## Organización

### Colonias y barrios
- Calyequita
- Nativitas
- La Esperanza
- La Loma
- Quirino Mendoza
- Los Cerrillos 1.ª, 2.ª y 3.ª sección
- Cristo Rey
- San Felipe de Jesús
- Chiquimola
- Casahuates
- Olivar Santa María
- Las Ánimas
- San Sebastián
- San Isidro
- La Lupita
- Las Mesitas
- Santiaguito
- Del Carmen

## Religión
A partir de la conquista Española en 1521, el pueblo de Tulyehualco, al igual que todos los pueblos nahuas del centro de México, fue parte de una política de evangelización cristiana por parte de la corona española para convertirlos a la religión católica. Esto se logró gracias a la labor de sacerdotes franciscanos, que viajaron al Nuevo Mundo con la consigna de «salvar las almas de los nativos» y asegurar su obediencia a las instituciones coloniales. Por esta razón, Tulyehualco es actualmente un pueblo de mayoría religiosa católica, cumpliendo con las tradiciones y fiestas típicas propias de su santoral. 

### Iglesia de Santiago Tulyehualco
La iglesia, construida en 1607, cuenta con tres altares, el de Nuestra Señora del Rosario del siglo XVII, la escultura de La Concepción de María, la escultura de San Rafael, San Miguel y Santiago Apóstol. Se puede apreciar siete óleos entre ellos están “Los siete dolores y gozo de San José”, San Sebastián de Aparicio, Depositario de Tobías, un lienzo cruciforme “Elección de San José". Cuenta también con el altar de Nazareno con nueve óleos representando la pasión de Cristo.

## Historia

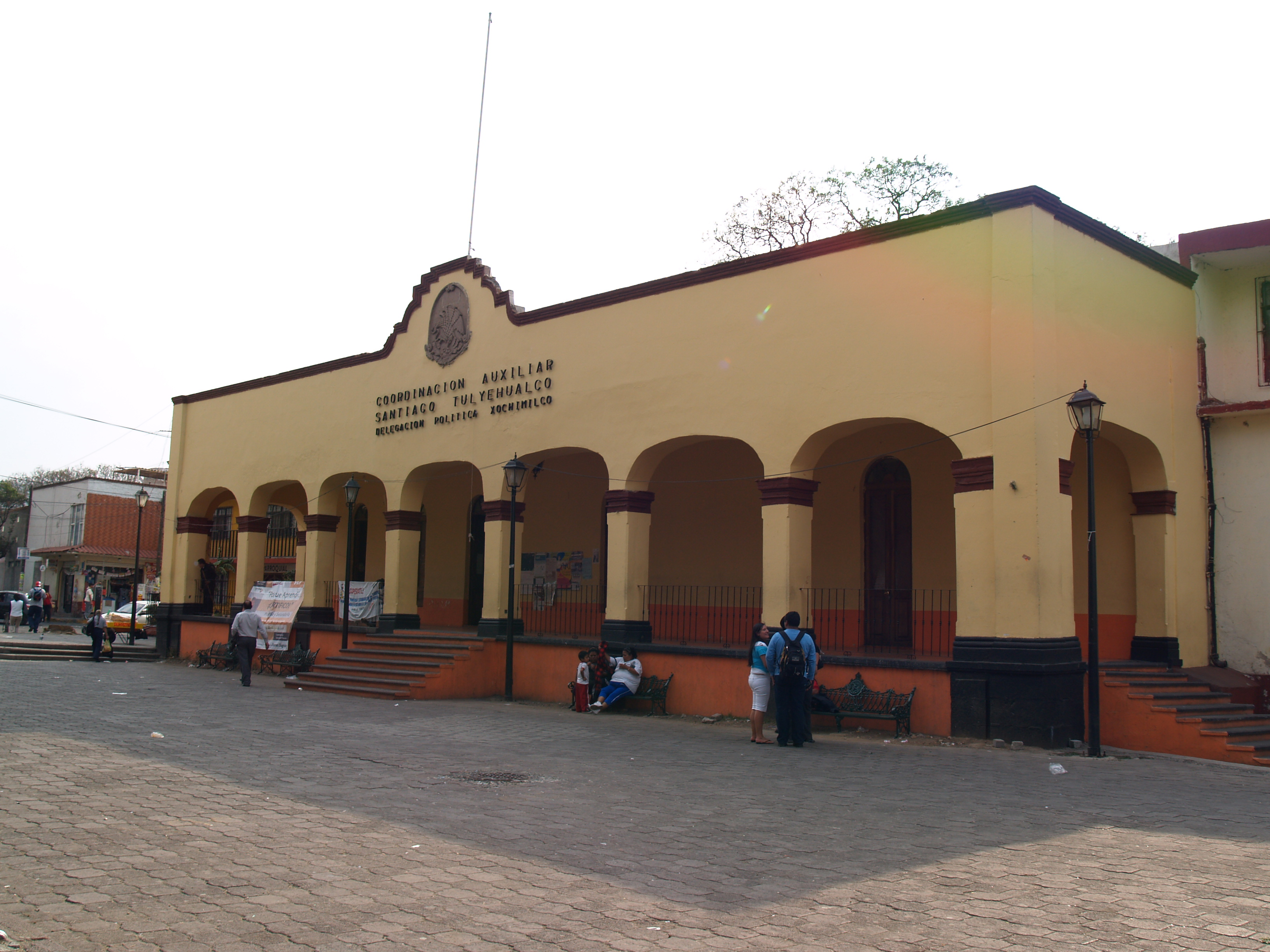
Edificio de la coordinación auxiliar en Santiago Tulyehualco.

Se estima que el pueblo surgió en el año 1181, cuando un grupo de indígenas xochimilcas establecieron una pequeña aldea. Posteriormente en el año 1409, siete familias mexicas guiadas por Hueytlahuilanque salieron de Tenochtitlán hacia la zona sureste del lago de Texcoco, tomando control de Malacaxtepec Momoxco, actualmente alcaldía de Milpa Alta, además de fundar propiamente los pueblos ribereños de Tulyehualco, Ixtayopan y Tecomtil. Por lo que durante el siglo XV Tulyehualco perteneció al altépetl de Malacaxtepec Momoxco, que a su vez era tributario del altépetl de Xochimilco.  
Actualmente es una importante población con nueve barrios y cinco colonias, en la que se festeja cada año la Feria del olivo y la alegría con fecha móvil a fines de enero y principios de febrero. El pueblo es regido por una coordinación auxiliar de la delegación, la cual estuvo a cargo durante el periodo 2013-2016 del coordinador territorial así como buscar apoyos a los campesinos y productores tulyehualquenses.

### Historia del volcán Teuhtli
De acuerdo a una leyenda tradicional, entre una raza de gigantes destacaban dos jóvenes guerreros llamados Popocatépetl y Teuhtli, quienes al ver peligrar su mundo ante la destrucción inminente, intentaron defenderse y olvidar que ambos estaban enamorados de la misma mujer: Ixtaccihuatl. Dieron ardua batalla, pero al ver que sus esfuerzos resultaban vanos decidieron poner a salvo a la mujer amada. Popocatépetl fue el encargado de sacarla del campo de batalla e ir rumbo al oriente, hacia donde sale el sol. Sin embargo, la joven ya tenía una herida mortal. También el guerrero estaba lastimado de gravedad, pese a ello, pudo huir con su carga y alejarse para ponerla fuera de peligro.
En tanto, Teuhtli seguía dando su máximo esfuerzo, resistiéndose hasta caer muerto. Era el castigo divino por los desmanes y las constantes luchas que había entre los hombres, pero también el surgimiento del segundo sol, el sol del agua en el que se transformó Quetzalcoatl.
Ya en lugar seguro, Popocatépetl, depositó a la mujer en un promontorio y se sentó a su lado. El tiempo hizo lo demás, poco a poco, fue cubriendo de nieve al guerrero y a la doncella. Lo mismo pasó, lejos de allí, con Teuhtli cuya cumbre en deshielo se convirtió en manantial surtidor de los lagos de Chalco y Xochimilco. Iniciaba la era del segundo Sol.
El enemigo contra quien pelearon Teuhtli y Popocatépetl, a decir de la “Teogonía e historia de los mexicanos” fue el mismo dios Tezcatlipoca transformado en uno o varios tigres, quienes “los acabaron y comieron, de que no quedó ninguno” de los miembros de dicha raza de gigantes, que en tiempos remotos poblaron el mundo.[cita requerida]
Anexas a la narración anterior, también se encuentran otras versiones que tratan de explicar la relación que existe entre el Teuhtli y el Yeteco. Entre ellas está la que dice, quizá con un poco de humor negro, que el Yeteco fue concebido por Iztaccíhuatl y el Teuhtli, pero debido a que la mujer no daba de amamantar al niño, el padre enfurecido le dio una patada tan fuerte que su impulso la hizo caer en el lugar que hoy se encuentra, en los límites del Estado de México y Puebla, al lado del coloso Popocatépetl. Agregando además que la falta de alimento materno fue la causa de que el Yeteco no creciera y se quedará pequeñito hasta nuestros días.
Si bien se ha hablado del Teuhtli guerrero y del esposo enfurecido por el descuido de las obligaciones maternas, no debemos dejar de lado el Teuhtli sabio, tan sabio como el Popocatépetl y el Tepozteco. Verlo como a ese gran señor, al que los antiguos habitantes de Milpa Alta acudían para pedir consejo, tal y como nos los deja vislumbrar el cuento de “La leña del recién casado”, cuyo protagonista, habitante de Malacateticpac, acude a él para que le diga cual es la leña del recién casado, y poder así, cumplir con uno de los trabajos que puso como condición el padre de la muchacha de la que se había enamorado y poder casarse con ella.

### Arco de piedra, dique de Cuitláhuac

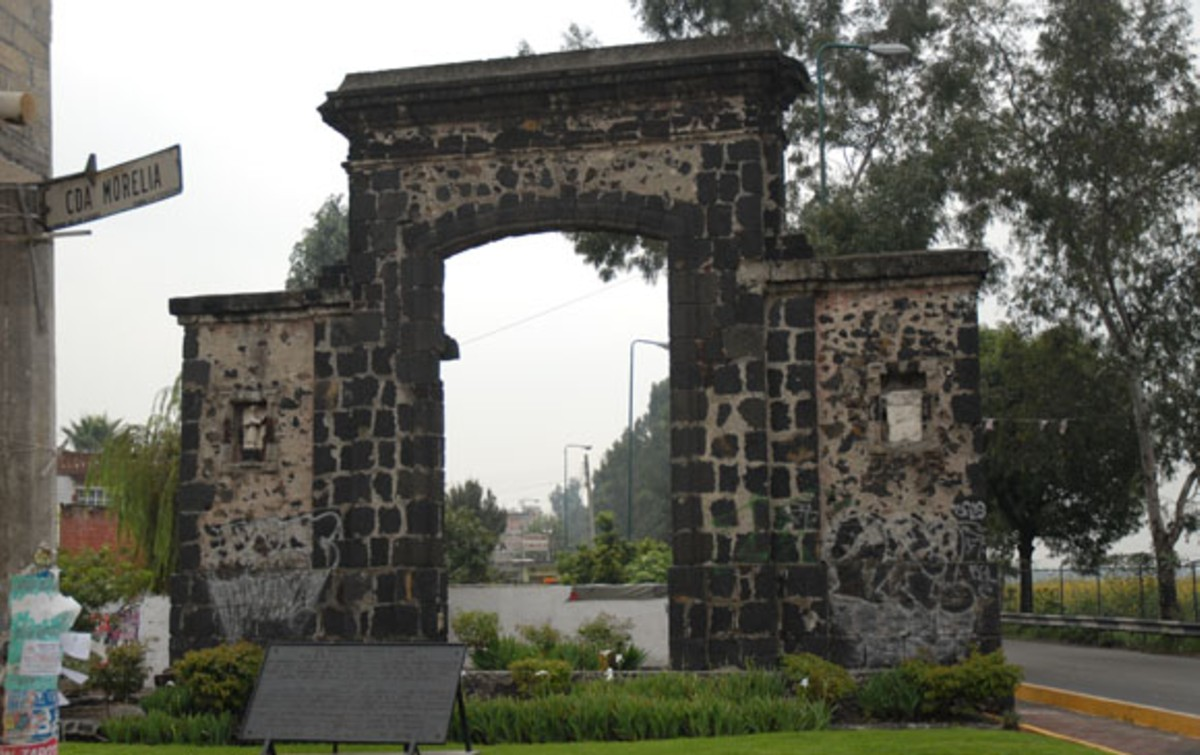
Puerta Norte del Albarradón de Cuitlahuac

A la entrada de la localidad, es posible apreciar un parque con un arco de piedra. Este arco está ubicado en donde en épocas anteriores a la conquista se encontraba el acceso sur al dique de Cuitláhuac.
El dique o albarradón de Cuitláhuac fue parte de un sistema de diques construidos durante el imperio azteca para controlar los niveles de agua de los lagos que rodeaban a la ciudad de Tenochtitlán, y en especial el dique de Cuitláhuac separaba las aguas saladas del lago de Chalco de las aguas dulces del lago de Xochimilco.
El dique constaba de dos secciones, la primera de Tulyehualco a un islote donde actualmente se encuentra el centro de Tláhuac y la segunda de Tláhuac a Tlaltenco, a las faldas de la sierra de Santa Catarina, donde se encuentra un arco similar para marcar el acceso norte del dique.

### La ruta de Hernán Cortés
Hernán Cortés llegó a Tenochtitlán desde los grandes volcanes por el Paso de Cortés, hasta Chalco, Mixquic y de ahí a Tulyehualco, donde hizo una parada ya que se encontró por primera vez ante un dique del sistema hidráulico mexica. Esto fue tomado como un reto para él, pues cuentan las narraciones que el dique era del ancho de una lanza y además había sistemas de compuertas que se abrían y cerraban para controlar el flujo del agua. Se sintió amenazado, pues sus fuerzas irían en fila y existía la posibilidad de ser aislados en el medio del dique, lo que hubiera sido desastroso. Finalmente cruzó el dique y llegó a los volcanes Yuhualixqui y el Xaltepec de la sierra de Santa Catarina, para encaminarse al Cerro de la Estrella Huixachtitlan, donde iniciaba otro dique, el de la calzada Iztapalapa, donde por primera vez pudo contemplar la magnífica ciudad de Tenochtitlán.
Cabe destacar que en Tulyehualco es común encontrar olivos, de entre estos olivos hay algunos muy especiales por su apreciable antigüedad (especialmente en el parque ecológico de la Loma, pero también los hay cerca del panteón en el centro de investigación de la UAM), esto se debe a que Tulyehualco fue el primer lugar en América donde los monjes españoles decidieron crear huertas de olivos para la obtención de aceitunas.

### Tranvía
En el año de 1908 el entonces presidente Porfirio Díaz inauguró una serie de tranvías en la ciudad entre los que se encontraba la ruta que iba de Tulyehualco a Xochimilco, y posteriormente conectaba al centro de la ciudad de México por Tlalpan.
Esta ruta se cuenta que era característica por contar con un carro ó góndola destinado a transportar los bienes especialmente agropecuarios producidos en la región chinampera.
Cabe destacar que existió un proyecto para crear un tranvía que llegaría hasta la región de los volcanes extendiendo la línea del tranvía que llegaba hasta Tulyehualco, pero el proyecto fue detenido debido al inicio de la revolución mexicana.

## Cultura
Tulyehualco es un pueblo que ha dado al mundo campeones mundiales en deporte, científicos y hasta a Quirino Mendoza y Cortés autor del "Cielito Lindo" y Cuco Sánchez. Una de las poblaciones más antiguas asentadas en la época prehispánica,  y se erige como el lugar donde se originó el dulce de amaranto o "alegría" e incluso es aquí donde se tiene el registro más antiguo de la elaboración de nieve comestible.

## Deporte

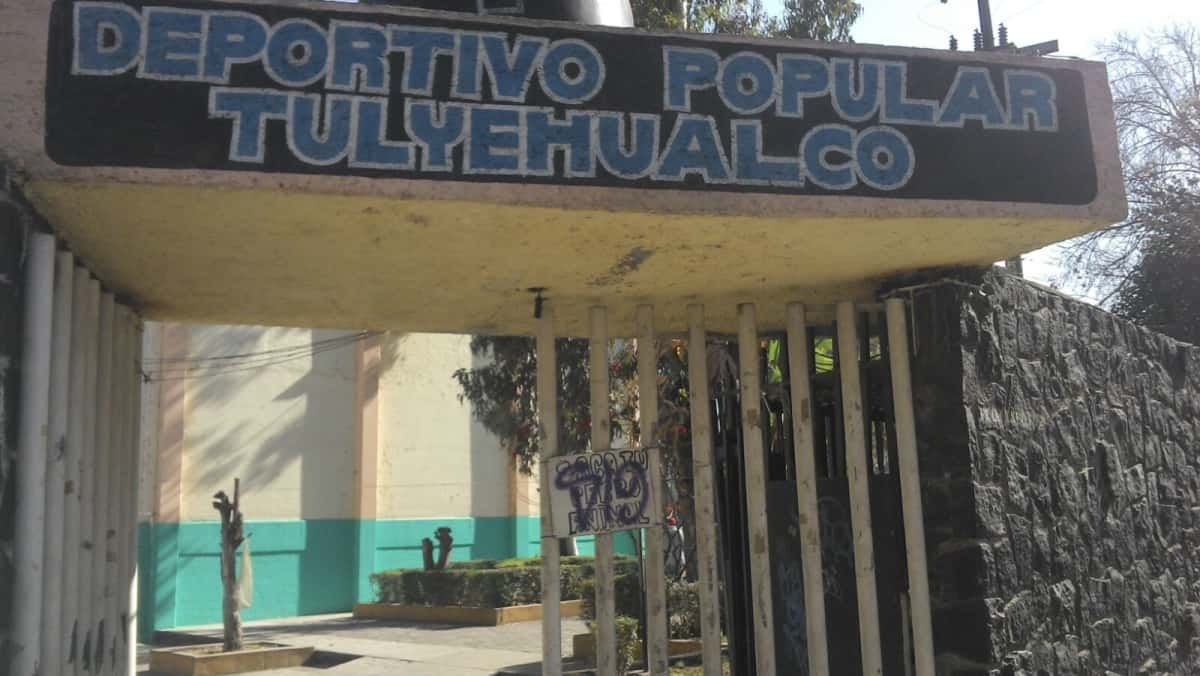
Deportivo de "Las animas" en Santiago Tulyehualco.

Los deportistas de esta región son especialistas en el Trinquete (frontón).

### Fútbol
Como en toda la república mexicana, el fútbol es un deporte muy popular.
Tulyehualco posee un equipo que es parte de la tercera división de la Femexfut. Equipo al que se conoce como el "Club Deportivo Tulyehualco", en el cual han jugado diversas personalidades como: Raúl Jardines "El calavera", Luis Carlos Fragoso Barona  que jugó en Toros Neza al lado de Pablo larios Iwasaki y que  ahora se desempeña como entrenador certificado por la federación de fútbol de Suecia y Alejandro García Aguirre "El Cuauhtémoc", grandes futbolistas consagrados de su época.

### Trinquete
Entre las participaciones más destacadas están la de las olimpiadas de Barcelona (1992) cuando una delegación liderada por Pedro Santamaría Saldaña y Horacio Saldaña Jiménez obtiene medallas de oro y bronce para México en la categoría de deporte de exhibición.
Recientemente han destacado con varios primeros lugares durante el Mundial de Pelota Vasca 2006, del cual Tulyehualco ha sido una de las sedes. En los pasados Juegos Panamericanos que se llevaron a cabo en Guadalajara, Heriberto "Loquillo" López consiguió medalla de oro tras vencer en dos sets a un representante de Cuba.

### El baloncesto
El baloncesto ha sido otro de los deportes que le ha dado prestigio a la población y cuenta con un gimnasio donde se practica este deporte con una liga que desarrolla sus actividades durante todo el año en las categorías desde infantil menor (7 y 8 años) hasta máster.

### La loma
En la actualidad, donde se encuentran sembrados los primeros árboles de olivo, existe un parque donde asisten familias para recrearse principalmente los fines de semana, y todos los días va gente del pueblo y de los pueblos circunvecinos a practicar algún deporte, caminata diaria, ya que cuenta con juegos infantiles, canchas de fútbol, palapas y canchas de baloncesto, entre otros. Con el paso de los años ha habido mejoras en sus instalaciones para su conservación, cuidado y mejor funcionamiento.

## Producción

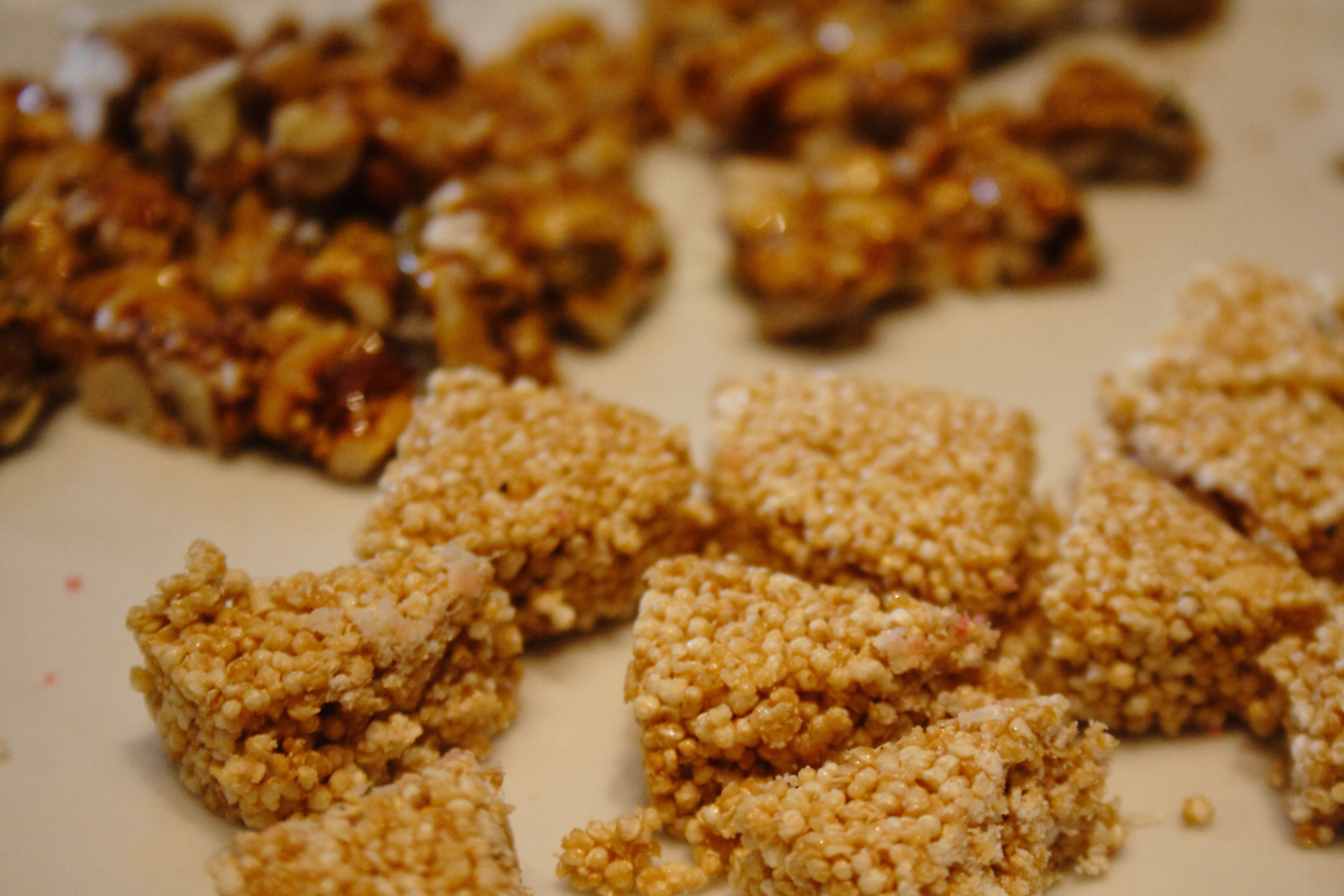
Alegría o dulce de amaranto.

Se produce una pequeña variedad de productos agrícolas como calabaza, maíz, tomate, amaranto, olivo, etc. Y se destaca el procesamiento y comercialización del amaranto y el olivo.

### Olivo
Tulyehualco es el principal comercializador de productos derivados de esta planta en la Ciudad de México. Entre ellos están la aceituna y el aceite de olivo.

### Alegría
Se le denomina alegría a un dulce elaborado de la mezcla de la semilla del amaranto con miel o azúcar derretida que es moldeada de variadas formas, la más común es de prisma rectangular. Este alimento es ampliamente comercializado en Tulyehualco y se le atribuyen grandes propiedades alimenticias.

## Festividades

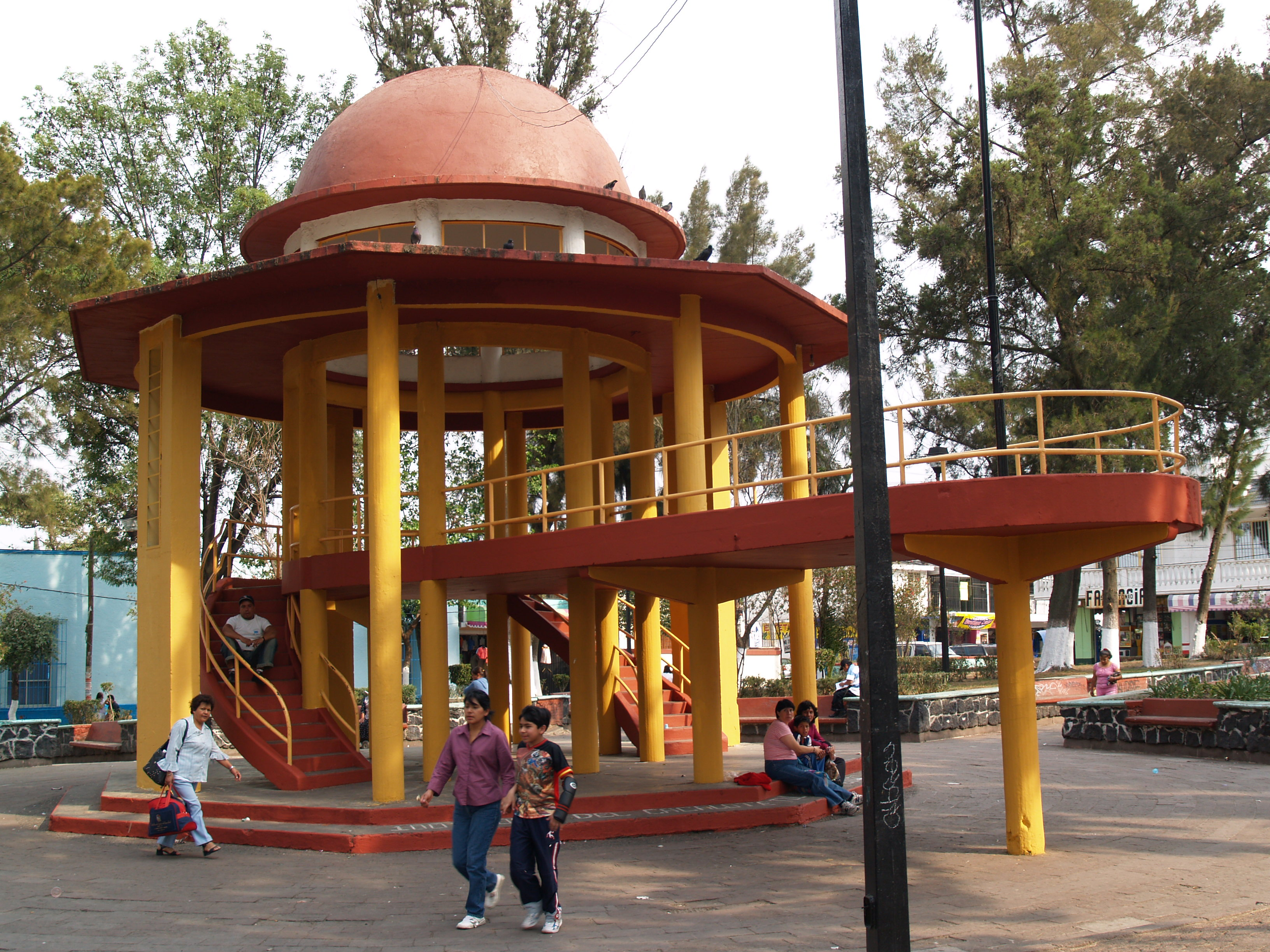
Kiosco en la plaza cívica Quirino Mendoza y Cortez.

Como muchas poblaciones en México cuenta con una amplia tradición. Entre las actividades que se realizan cabe destacar la feria de la alegría y el olivo, la feria de la nieve y la feria patronal o de Santiago Apóstol. Todas ellas se llevan a cabo en la plaza cívica denominada "Plaza Quirino Mendoza y Cortés".

### Fiestas patronales del pueblo, barrios originarios y sus colonias
Con gran cultura, tradición y costumbres, se celebran las fiestas patronales del pueblo de Tulyehualco. A continuación mencionamos las principales:
Fiesta de Santiago Apóstol (25 de julio) y Nuestra Señora de San Juan de los Lagos Fiesta (2 de febrero)
1- Padre Jesús de Calyecac "El Chinito" Barrio de Calyequita Fiesta (1° viernes de Cuaresma y 6 de agosto)
2- La Guadalupita Barrio La Lupita Fiesta (12 de diciembre)
3- San Sebastián Mártir Col. San Sebastián (20 de enero)
4- San Isidro Labrador Col. San Isidro (15 de mayo)
5- San Antonio de Padua Col. Las Animas (13 de junio)
6- La Inmaculada Concepción "La Conchita" Col. Quirino Mendoza (8 de diciembre)
7- Jesucristo Rey del Universo Col. Cristo Rey (20 de noviembre)
8- San Felipe de Jesús Col. San Felipe Fiesta (5 de febrero)
9- Santiago Apóstol Colonia Santiaguito Fiesta (25 de julio)
10- Nuestra Señora del Carmen Col. Del Carmen Fiesta (16 de julio)
13- Nuestra Señora del Sagrado Corazón de Jesús Col. Cerrillos 3° Sección Fiesta (31 de mayo)
14- Divino Salvador Col. Cerrillos 1.ª Sección Fiesta (6 de agosto)
15- San Jose Col. Cerrillos 2.ª Sección Fiesta (19 de marzo)
16- Santa Cruz Col. Cerrillos 2.ª Sección Fiestas (3 de mayo y 14 de septiembre)
17- Nuestra Señora de Guadalupe Col. Las Mesitas Fiesta (12 de diciembre)
18- Nuestra Señora de la Asunción Col. Olivar Santa María. Fiesta (15 de agosto)
19- Santa María Infantita Barrio de Nativitas Fiesta (8 de septiembre)
20- Señor de la Misericordia Col. La Loma Fiesta (3 de abril)
21- San Judas Tadeo Apóstol Col. Tecoloxtitla bajo Fiesta (28 de octubre)
22- Nuestro Padre Jesús de Aquixtla Col. El Llano Fiesta (último domingo de diciembre)
23- San Pedro Apóstol Col. Tecoloxtitla alto Fiesta (29 de junio)
24- San Francisco de Asis Col. San Francisco Chiquimola Fiesta (4 de octubre)

## De la alegría y el olivo
Festividad que es llevada a cabo a finales de enero o principios de febrero cuyo principal atractivo es la comercialización de productos de amaranto y olivo. Suele prolongarse por dos semanas, se realiza desde hace 40 años y se ha convertido en una de las ferias más importantes a nivel Ciudad de México.
El amaranto comienza a utilizarse desde épocas prehispánicas, en donde lo utilizaban como parte de la dieta alimenticia, y como ofrenda a los dioses.
El nombre "alegría" se adjudicó, en el siglo XVI, al dulce que se fabrica con semilla reventada y luego, a la planta entera. Para convertir la semilla en dulce solo se le condimentaba del primero de diciembre al primero de junio, ya que la estación de lluvias no permitía la conservación de los panecillos.
El amaranto ocupó un sitio en las fiestas religiosas y ceremoniales, en donde las semillas de la alegría de otros pueblos autóctonos de la parte central de México usaban el huautli (alegría) para formar ídolos pequeños con los cuales se aseguraba el éxito en las siembras y cosechas, así como para celebrar diversas actividades en honor a Tláloc (Dios de la Lluvia) o Huitzilopochtli (Dios de la Guerra).
El huautli estaba asociado con rituales paganos en honor a sus dioses. Cuando los aztecas efectuaban el principal festejo del año dedicado a Huitzilopochtli, el centro de la ceremonia se constituía por un enorme ídolo del dios, confeccionado con masa de huautli y miel de abeja de maguey, tuna roja, el cual era admirado por la gente de la ciudad para luego ser despedazado y comido "con reverencia, temor y lágrimas". Esta ceremonia se le llamaba Teokualo. La masa del huahtli tenía un lugar importante en las ceremonias religiosas, con ellas se elaboraban los Huaunquiltamalli para ser ofrecidos a Xiuhtecutli, dios del fuego.
De lo anterior se desprende que el huautli era la planta ceremonial más importante de los aztecas y otros pueblos del México prehispánico, sin embargo, con la llegada de los españoles, los misioneros se encargaron en abolir las ceremonias religiosas y por ende, eliminar el cultivo de la semilla. Pero la magnífica adaptación de la planta a nuestros climas, y su gran resistencia a las heladas y plagas, así como el sentido tradicionalista del pueblo, impidió su desaparición.
La semilla de amaranto se consumía especialmente en forma de atoles y tamales. Los productos más comunes era una esfera de amaranto llamada tzoatli o zoale. Para preparar las semillas de amaranto se les molía y mezclaba con miel de maguey. Los tarahumaras, mayas, tepehuanes, yaquis y miembros de otras tribus, preparaban un producto similar.

## Uso religioso del huautli en la época prehispánica
En la época prehispánica, el huautli no solo tenía un uso alimenticio, ya que existían varias festividades en las que se recurría a él para usos ceremoniales, por ejemplo, se usaba en la ceremonia de la Renovación del fuego la cual se celebraba cada 52 años. De igual manera el huautli se utilizaba en una celebración solemne denominada Panquetzaliztli, la cual se realizaba de manera anual.
El huautli se utilizaba en el mes del Tepeihuitl para la festividad realizada en honor a los montes del valle de México, como el Popocatépetl, el Chicomecoatl, entre otros. Por otra parte, en el mes llamado Izcalli se realizaban ceremonias dedicadas a Xiutecutli, dios del fuego, en la que también se utilizaba. En el mes Hueipachtli, se realizaban ceremonias de limpieza o purificación, la cual se conseguía comiendo tzoalli el cual estaba preparado con huautli.
«toda persona sin excepción se disponía, por medio de abluciones, a limpiar sus pecados menores o veniales y terminada la fiesta que se realizaba en él, se entregaban para comer el Tzoalli, pan compuesto de Huautli, maíz y miel negra. Pues la purificación por el agua no era completa; los pecados mayores se remitían por medio de una verdadera confesión con los sacerdotes, y la limpia se consumaba comiendo un pedacillo de Tzoalli con el que había sido formado el cuerpo de algunos dioses. Era semejanza de la confesión y comunión de los cristianos.»

### Feria de la nieve

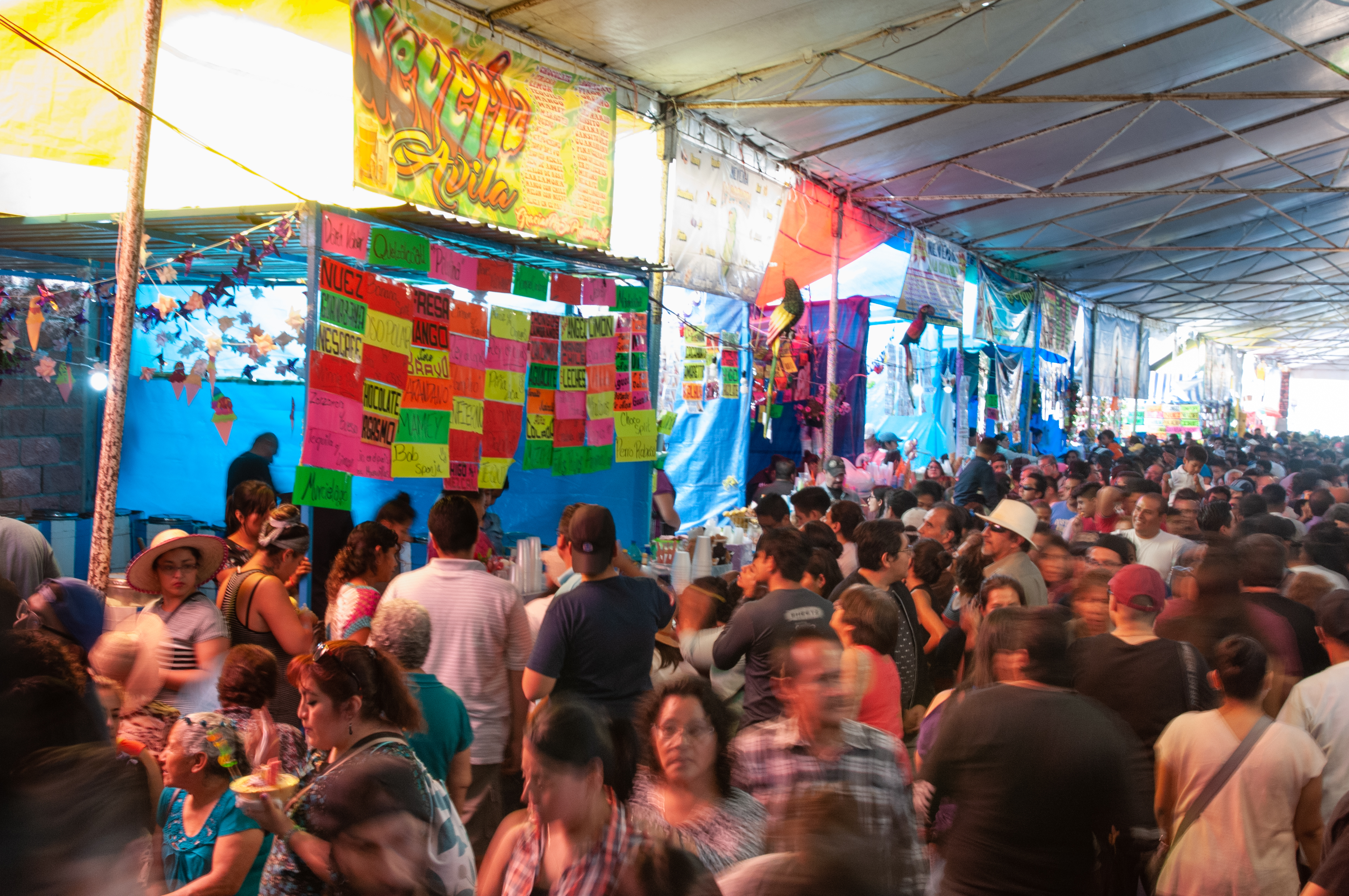
Multitudes en la Feria de la Nieve 2019

Esta festividad coincide con la semana santa, siendo su atractivo principal la producción de miles de litros de nieve de miles de sabores.
La feria de la nieve tiene su origen en la época prehispánica, la nieve era consumida únicamente por los sacerdotes y los grandes señores, debido a que los xochimilcas le otorgaban un sentido religioso. El hielo era traído desde los volcanes Popocatépetl e Ixtaccihuatl, para trasladar el hielo ocupaban 2 días, se utilizaban sacos de piel con ixtle para evitar que se derritiera.
Ya teniendo el hielo, los xochimilcas lo picaban finamente y lo endulzaban con miel de tuna o maguey.
En Tulyehualco la tradición se remonta aproximadamente a 129 años atrás, donde los pobladores servían este manjar a los caciques, con el paso del tiempo los familiares de los fundadores comenzaron a mezclar el hielo con frutas obteniendo sabores exóticas y decidieron poner sus puestos para vender sus creaciones, dando así, origen a esta deliciosa tradición. 
En la feria de la nieve algunos pobladores de Tulyehualco elaboran nieve de distintos sabores, para que los visitantes degusten de esta nieve, se elaboran nieves tradicionales de: mamey, fresa, vainilla, chocolate, guanábana, zarzamora, coco, futas secas, etc. También elaboran nieves de sabor exótico como: nieve de pétalo de rosas, de nopal, de tequila, de chile, de víbora de cascabel, etc. Esta tradición se ha llevado de generación en generación y es una de las tradiciones más importantes del pueblo de Tulyehualco.

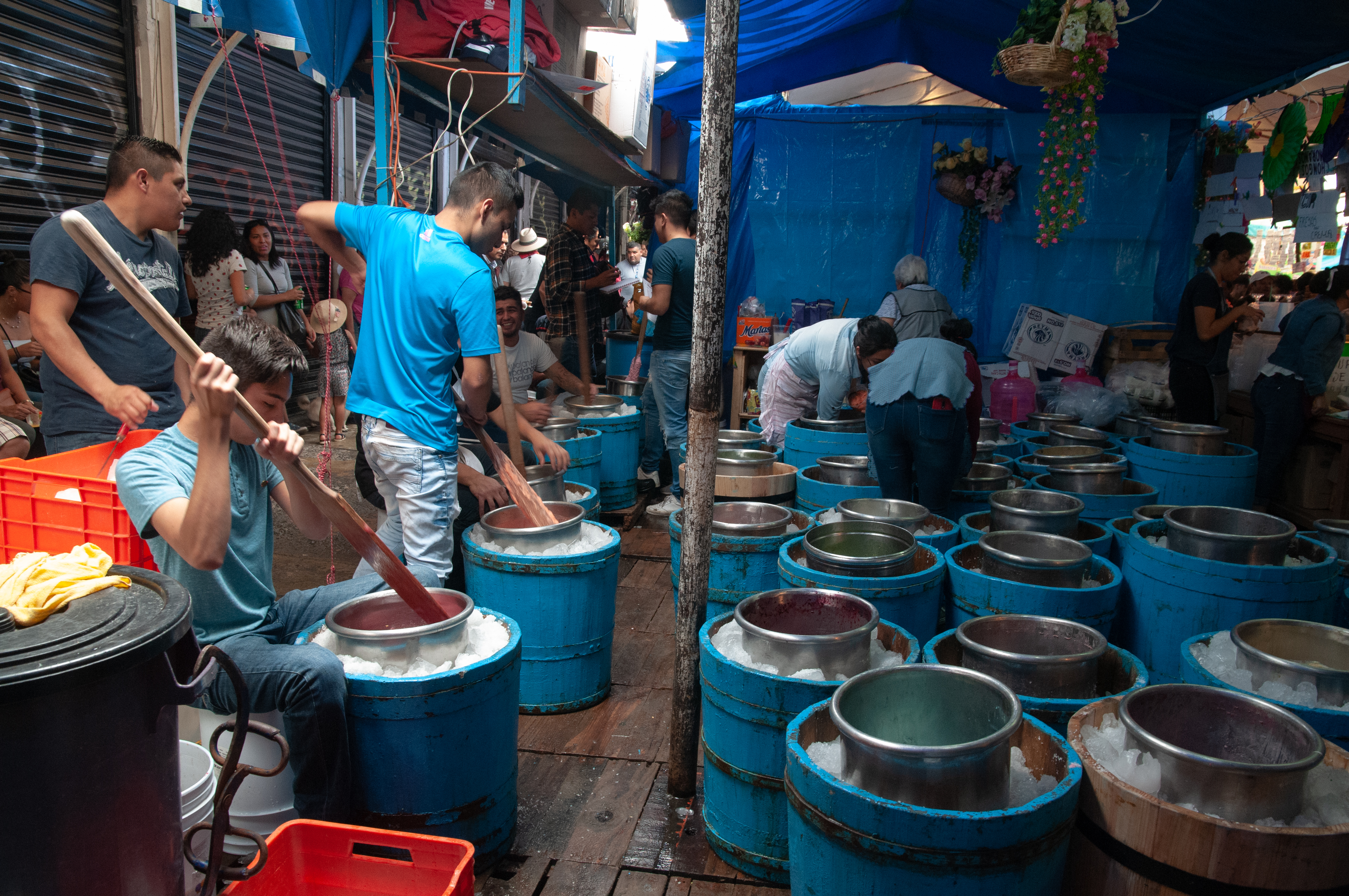
Fabricación de nieve de sabores en la Feria de la nieve Tulyehualco 2019

Y actualmente esta celebración de la feria de la nieve, es visitada por muchos turistas extranjeros y/o nacionales los cuales quedan sorprendidos por la gran diversidad de sabores de nieves.

### Día de muertos
El Día de Muertos es una de las celebraciones más arraigadas en este poblado convirtiéndose en una demostración de fe y espiritualidad. El 1 y 2 de noviembre se crea un espacio mágico, en donde conviven los vivos de este mundo con las almas de sus familiares muertos. En Tulyehualco se acostumbra que las familias coman alrededor de las tumba de sus seres queridos, por supuesto llevándoles su comida favorita, hay música, risas y un total desapego a la muerte como tal. Por la noche los niños salen de sus casas disfrazados para pedir la típica "calaverita", por otra parte el pueblo hace un recorrido hasta el panteón cargando un ataúd con frases políticas, bromas, etc., seguido por un séquito de personas disfrazadas llamándole el desfile de “Las Locas”, son hombres disfrazados de mujeres que mofan a su paso y a todo el que se ponga por delante, llevan música de banda y son la atracción del desfile.